# Luba
Luba (настоящее имя — Любомира Ковальчук, англ. Luba Kowalchyk, 1958, Монреаль, Канада) — известная канадская певица и автор песен. Трижды становилась обладателем премии «Джуно».

## Биография
Родилась в семье украинских иммигрантов. Училась игре на фортепиано, гитаре, флейте и вокалу. Будучи подростком, путешествуя по Канаде, выступала с народными украинскими песнями на свадьбах и празднествах. В 1978 году организовала группу. Первый альбом Chain Reaction не имел успеха за пределами Монреаля. Наибольшая популярность Любы пришлась на 1983—1987 годы. В 1982 году она подписала контракт с Capitol Records в качестве сольного исполнителя. В конце 1982 года появляется мини-альбом, названный именем певицы, композиция Everytime I See Your Picture из этого альбома становится топ-40 хитом в 1983 году. В 1984 году выходит полноформатный альбом Secrets and Sins. В 1985 году Люба получает свою первую премию «Джуно» как лучшая певица года. В том же году она записывает несколько композиций для первого сезона мультсериала Еноты. Две песни Любы, Let It Go и The Best is Yet to Come, вошли в саундтрек фильма 9 1/2 недель (1986) с Микки Рурком и Ким Бэсингер в главных ролях. В 1986 году выходит альбом Between the Earth & Sky, включивший сингл How Many (Rivers To Cross), который был представлен на Фестивале популярной песни в Токио. В 1986 и 1987 годах Люба снова побеждает в номинации Лучшая певица года. В 1990-е годы в карьере певицы происходит перерыв, она разводится с барабанщиком Питером Марунчаком, умирают её близкие родственники — бабушка и мать. Последний альбом Любы The Bitter To The Sweet вышел в 2000 году на собственном лейбле певицы Azure Music.

## Дискография

### Синглы
| Дата релиза   | Название                         | Позиция в чарте | Позиция в чарте | Альбом                       |
| Дата релиза   | Название                         | Канада          | Канада A/C      | Альбом                       |
| ------------- | -------------------------------- | --------------- | --------------- | ---------------------------- |
| 1980          | «Chain Reaction»                 |                 |                 | Chain Reaction               |
| Январь 1983   | «Everytime I See Your Picture»   | 23              |                 | Luba (EP)                    |
| Май 1983      | «Scarlet Letter»                 |                 |                 | Luba (EP)                    |
| Июльь 1983    | «Raven’s Eyes»                   |                 |                 | Luba (EP)                    |
| Август 1984   | «Let It Go»                      | 32              |                 | Secrets And Sins             |
| Январь 1985   | «Storm Before The Calm»          | 37              | 13              | Secrets And Sins             |
| Апрель 1985   | «Secrets And Sins»               | 95              |                 | Secrets And Sins             |
| Июнь 1985     | «Sacrificial Heart»              |                 |                 | Secrets And Sins             |
| Май 1986      | «How Many (Rivers To Cross)»     | 14              |                 | Between The Earth & Sky      |
| Август 1986   | «Innocent (With An Explanation)» | 61              |                 | Between The Earth & Sky      |
| Ноябрь 1986   | «Strength In Numbers»            | 75              |                 | Between The Earth & Sky      |
| Февраль 1987  | «Act Of Mercy»                   | 90              |                 | Between The Earth & Sky      |
| Апрель 1987   | «The Best Is Yet To Come»        |                 |                 | 9½ Weeks Soundtrack          |
| Ноябрь 1987   | «When a Man Loves a Woman»       | 6               | 3               | Over 60 Minutes With Luba    |
| Сентябрь 1989 | «Giving Away A Miracle»          | 9               |                 | All Or Nothing               |
| Январь 1990   | «Little Salvation»               | 11              |                 | All Or Nothing               |
| Март 1990     | «No More Words»                  | 33              | 24              | All Or Nothing               |
| Май 2000      | «Is She A Lot Like Me»           | 29              | 20              | From The Bitter To The Sweet |
| Октябрь 2000  | «Let Me Be The One»              |                 |                 | From The Bitter To The Sweet |

### Albums
- Зоря (1975)
- Любомира (1977)
- Chain Reaction (1980)
- Luba (EP) (1982)
- Secrets And Sins (1984)
- Between The Earth & Sky (1986)
- Over 60 Minutes With Luba (1987)
- All Or Nothing (1989)
- Luba...Live On Tour (1990)
- From The Bitter To The Sweet (2000)
- Icon (2014)